# 509 Iolanda
509 Iolanda је астероид главног астероидног појаса са пречником од приближно 52,99 km.
Афел астероида је на удаљености од 3,344 астрономских јединица (АЈ) од Сунца, а перихел на 2,787 АЈ.
Ексцентрицитет орбите износи 0,090, инклинација (нагиб) орбите у односу на раван еклиптике 15,411 степени, а орбитални период износи 1960,881 дана (5,368 година).
Апсолутна магнитуда астероида је 8,40 а геометријски албедо 0,274.
Астероид је откривен 28. априла 1903. године.